# جوشین لیگر
جوشین لیگر (انگلیسی: Jushin Liger؛ زادهٔ ۳۰ نوامبر ۱۹۶۴) ورزشکار هنرهای رزمی ترکیبی و کشتی‌گیر کشتی حرفه‌ای اهل ژاپن است.